# Karine Ruby
Karine Martine Ruby (Bonneville, 4 de enero de 1978-Mont Blanc, 29 de mayo de 2009) fue una deportista francesa que compitió en snowboard, especialista en las pruebas de eslalon y campo a través.
Participó en tres Juegos Olímpicos de Invierno, entre los años 1998 y 2006, obteniendo en total dos medallas, oro en Nagano 1998 y plata en Salt Lake City 2002.
Ganó diez medallas en el Campeonato Mundial de Snowboard entre los años 1996 y 2005.
Falleció en 2009, a los 31 años, de un accidente mientras ejercía de guía de montaña en el macizo del Mont Blanc.

## Medallero internacional
| Juegos Olímpicos   | Juegos Olímpicos                | Juegos Olímpicos | Juegos Olímpicos         |
| Año                | Lugar                           | Medalla          | Prueba                   |
| ------------------ | ------------------------------- | ---------------- | ------------------------ |
| 1998               | Nagano (Japón)                  | Medalla de oro   | Eslalon gigante          |
| 2002               | Salt Lake City (Estados Unidos) | Medalla de plata | Eslalon gigante paralelo |
| Campeonato Mundial |                                 |                  |                          |
| Año                | Lugar                           | Medalla          | Prueba                   |
| 1996               | Lienz (Austria)                 | Medalla de oro   | Eslalon gigante          |
| 1997               | San Candido (Italia)            | Medalla de oro   | Campo a través           |
| 1997               | San Candido (Italia)            | Medalla de plata | Eslalon gigante          |
| 1997               | San Candido (Italia)            | Medalla de plata | Eslalon paralelo         |
| 2001               | Madonna di Campiglio (Italia)   | Medalla de oro   | Eslalon gigante          |
| 2001               | Madonna di Campiglio (Italia)   | Medalla de oro   | Eslalon paralelo         |
| 2001               | Madonna di Campiglio (Italia)   | Medalla de oro   | Campo a través           |
| 2003               | Kreischberg (Austria)           | Medalla de oro   | Campo a través           |
| 2003               | Kreischberg (Austria)           | Medalla de plata | Eslalon paralelo         |
| 2005               | Whistler (Canadá)               | Medalla de plata | Campo a través           |